# Уроки вождения (фильм, 2006)
«Уроки вождения» (англ. Driving Lessons) — драма режиссёра Джереми Брока об отношениях пожилой эксцентричной актрисы и застенчивого подростка.

## Сюжет
Бен Маршалл — мальчик из благочестивой семьи. Он ходит в церковь, играет в спектакле местной самодеятельности и учится вождению машины. Он поступает на работу к Иви Уолтон, бывшей актрисе, регулярно прикладывающейся к спиртному и ругающейся матом. Однажды Иви обманом заставляет Бена поехать с ней на пикник, и вынуждает обманывать мать, которая, прознав об этом, решает разлучить сына и Иви. Иви срывает сюжет концерта, к которому готовились несколько недель...

## В ролях
| Актёр           | Роль           |
| --------------- | -------------- |
| Руперт Гринт    | Бен Маршалл    |
| Джули Уолтерс   | Иви Уолтон     |
| Лора Линни      | Лаура Маршалл  |
| Николас Фаррелл | Роберт Маршалл |
| Мишель Дункан   | Брайони        |
| Оливер Милбёрн  | Питер          |
| Тэмсин Эгертон  | Сара           |

## Интересные факты
- Руперт Гринт и Джули Уолтерс вместе играли соответственно Рона Уизли и его мать Молли Уизли в фильмах о Гарри Поттере.
- Фильм основан на личном опыте режиссёра и сценариста Джереми Брока, когда он будучи подростком работал на Пегги Эшкрофт.
- Во время съемок фильма Руперт Гринт был несовершеннолетним и не мог водить машину, поэтому часть сцен были сняты на частных дорогах.

## Награды и номинации
Полный перечень наград и номинаций — на сайте IMDB
| Премия                                              | Категория                               | Имя           | Результат |
| --------------------------------------------------- | --------------------------------------- | ------------- | --------- |
| Film by the Sea International Film Festival 2007 г. | Премия от юного жюри                    | Джереми Брок  | Победа    |
| Московский кинофестиваль 2006 г.                    | Лучшая актриса                          | Джули Уолтерс | Победа    |
| Московский кинофестиваль 2006 г.                    | Специальный приз жюри                   | Джереми Брок  | Победа    |
| Московский кинофестиваль 2006 г.                    | Золотой святой Георгий                  | Джереми Брок  | Номинация |
| Премия «Спутник» 2006 г.                            | Лучшая женская роль, комедия или мюзикл | Джули Уолтерс | Номинация |